# Ибрагимова, Милихон
Милихон Ибрагимова (1911, Наманган — ?) — советский хозяйственный, государственный и политический деятель.

## Биография
Родилась в 1911 году в Намангане. Член КПСС.
В 1929—1967 гг.:
- комсомольская и советская работница в Намангане,
- заместитель секретарь Наманганского обкома КП(б) Узбекистана по работе с женщинами,
- председатель Наманганского горисполкома.

Избиралась депутатом Верховного Совета Узбекской ССР 4-го созыва.
Умерла после 1967 года.

## Награды
- орден Ленина (16.01.1950[1])
- орден Трудового Красного Знамени
- 2 ордена «Знак Почёта»